# PBXIH-18
PBXIH-18 (DPX-5) je lisovaná termobarická výbušnina složená z oktogenu, práškového hliníku a polymerního pojiva. Přesné složení je 64,4 % HMX, 30 % hliníkového prášku a 5,6 % HyTemp, DOA pojiva. 
Z hlediska síly vyprodukované tlakové vlny patří mezi nejsilnější používané vojenské výbušniny. Síla tlakové vlny je téměř dvojnásobná oproti TNT (ve smyslu celkového impulzu tlakové vlny) – 180 % eq. TNT v impulzu. Toho se dosahuje tím, že výbuch oktogenu zdeformuje a zahřeje hliníkové částečky, které pak hoří ve směsi detonačních produktů a vzduchu  okolí nálože a tím rapidně zahřívají směs, ve které se tyto částečky nachází. Takto ohřátý vzduchu expanduje a posiluje tlakovou vlnu. V množství kolem 1 kg se používá v hlavicích granátů pěchotní zbraně M-72 LAW, především pro útoky na místnosti v budovách. Oproti podobným termobarickým výbušninám se vyznačuje vysokou brizancí, která je dána vysokou hustotou a minimem použitého inertního pojiva, je brizantnější než lité TNT a srovnatelně brizantní jako Semtex. Má detonační rychlost kolem 8270 m/s, detonační tlak Pcj kolem 255 kbar a hustotu 1,949 g/cm³.